# Valencia de Alcántara
Valencia de Alcántara è un comune spagnolo di 5 878 abitanti situato nella comunità autonoma dell'Estremadura.